# Radka Máchová
Radka Máchová (* 14. ledna 1949) je česká akrobatická pilotka.

## Život a kariéra
O letadla a létání se zajímala od dětství. Stavěla modely letadel a ve svých patnácti letech se rozhodla stát se pilotkou. Zajímala se o architekturu ale i o konstrukci letadel. Vystudovala Vysokou školu dopravy a spojů v Žilině, specializaci letectví a letecká doprava, a v rámci studia získala v roce 1971 pilotní průkaz. Po ukončení studia se vrátila do Prahy a v Pražském aeroklubu získala licenci obchodního pilota (CPL). S motorovým létáním začala v Aeroklubu Letňany. Letecké akrobacii se věnuje od roku 1976. Byla členkou československého národního družstva letecké akrobacie. Pracovala jako manažerka letecké dopravy.
Od roku 2001 létala s týmem Flying Bulls Aerobatic Team, původně sídlícím v Chrudimi, později na letišti Jaroměř-Josefov. Koncem roku 2002 převzala po Jiřím Tlustém pozici vedoucího skupiny – lídra.
Skupina, která létala na akrobatických speciálech Zlín Z-50 ve složení Radka Máchová (vedoucí), Jiří Saller (levé křídlo), Miroslav Krejčí (pravé křídlo) a Jiří Vepřek (slot), se stala světově známou předváděním těsně slétané formace, mj. i obtížného prvku skupinové akrobacie tzv. apache roll. Společně nalétali více než 35 000 hodin.
V roce 2015 byla Radka Máchová z funkce odvolána. V souvislosti s následnou kontroverzí (a s přechodem skupiny na jiný typ letadel s výrazně odlišnými letovými vlastnostmi ExtremeAir XA-42) odešel ze skupiny Jiří Saller. Od roku 2015 působí jako pilotka Fokkeru E.III v historické letecké skupině Pterodactyl Flight vedené jejím synovcem Petrem Svobodou.
19. února 2015 na letecké show Aero India 2015 v Bengalúru se Radka Máchová při týmové akrobacii srazila s Jiřím Sallerem. Přestože její letoun přišel o vrtuli a Sallerův o část křídla (což zablokovalo řízení), oba piloti bezpečně přistáli. Incident vzbudil značnou pozornost v českých i v zahraničních médiích, ale nebyl důvodem k odvolání Máchové z funkce - o tom bylo rozhodnuto již dříve.

### Osobní život
Radka Máchová má dva syny. Jejím koníčkem je fotografování.

### Úspěchy a ocenění
5× zlatá medaile FAI World Grand Prix s Flying Bulls.

## Galerie

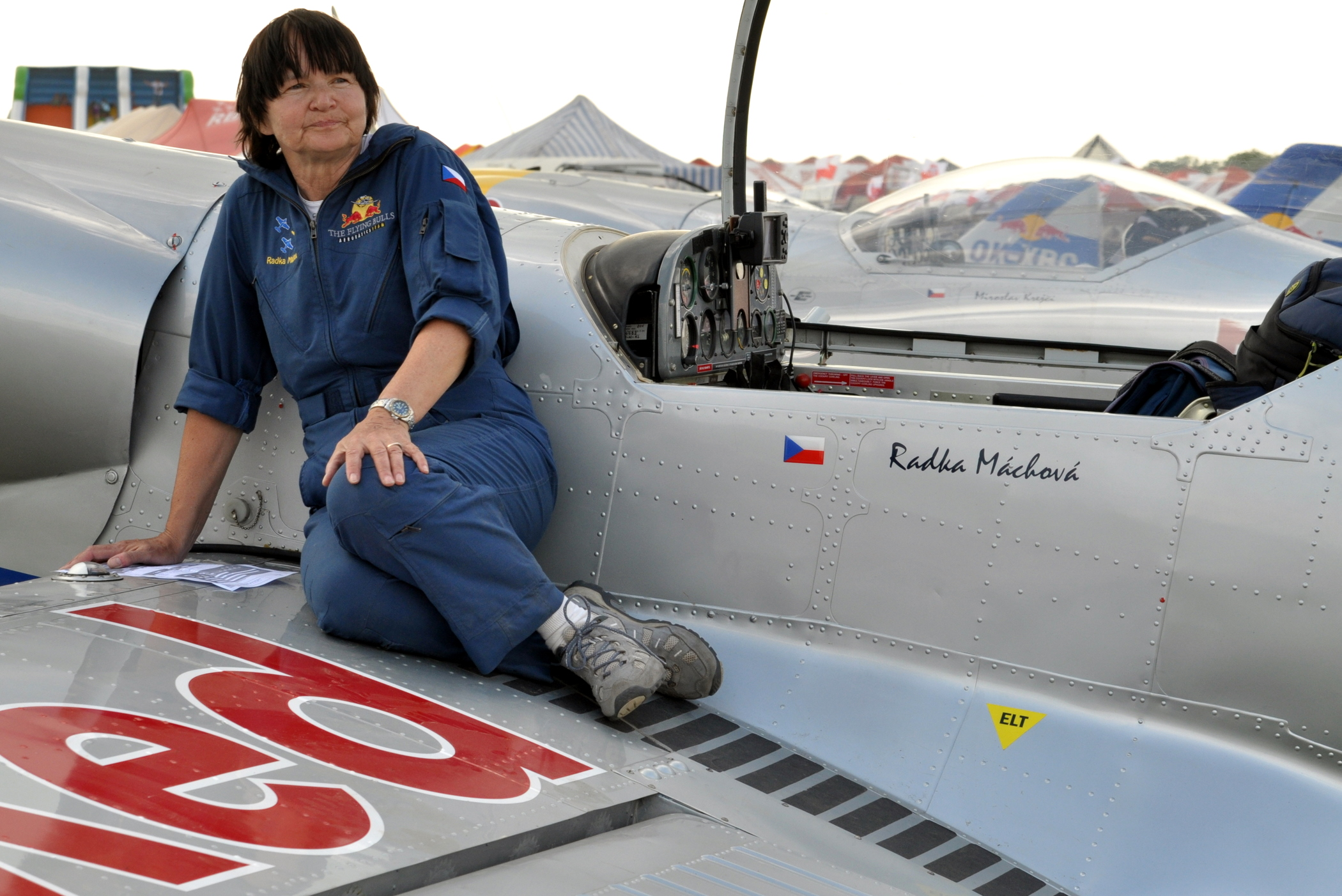
Radka Máchová na křídle svého Zlínu Z-50
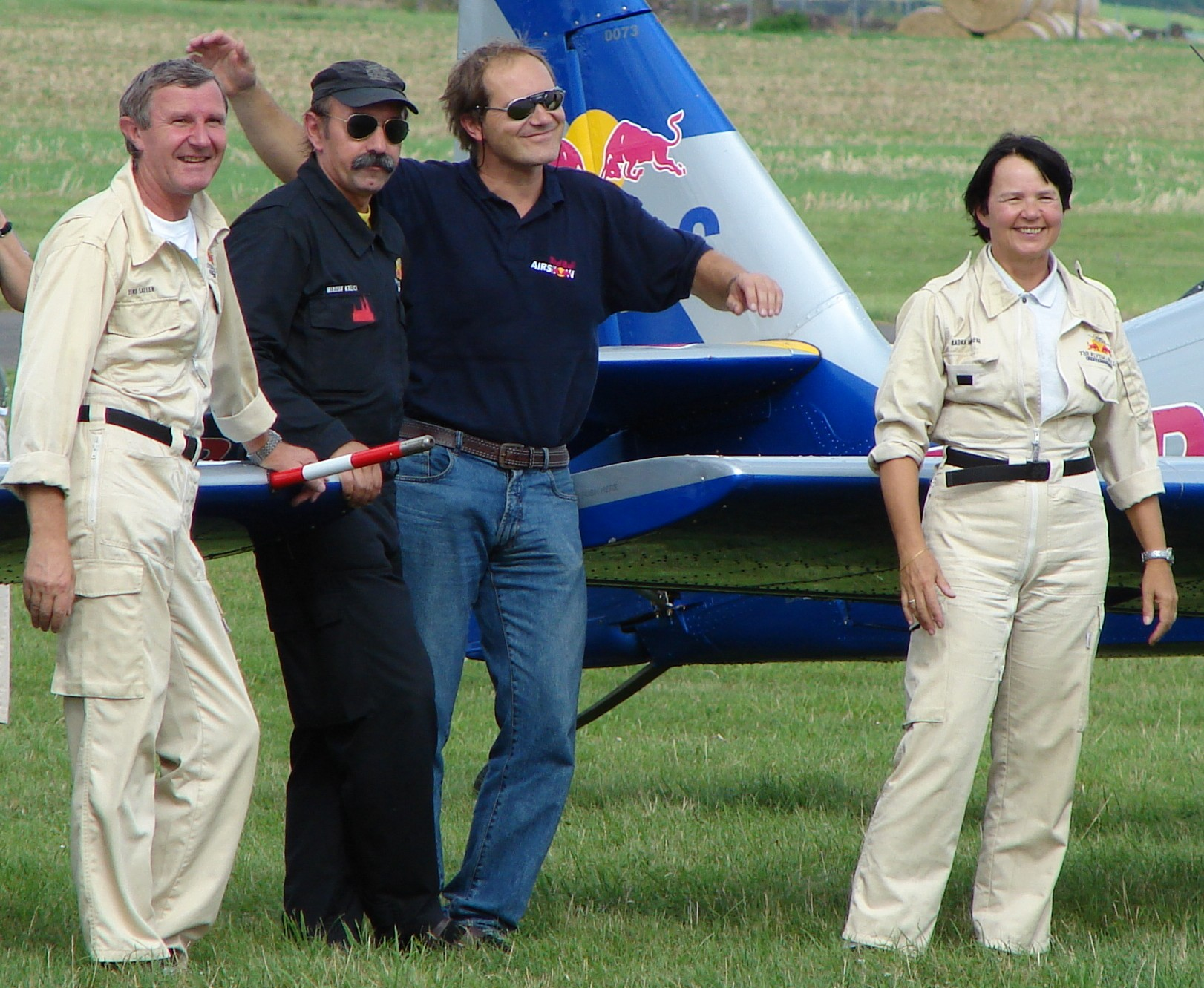
Flying Bulls, zleva Jiří Saller, Miroslav Krejčí, Jiří Vepřek, Radka Máchová
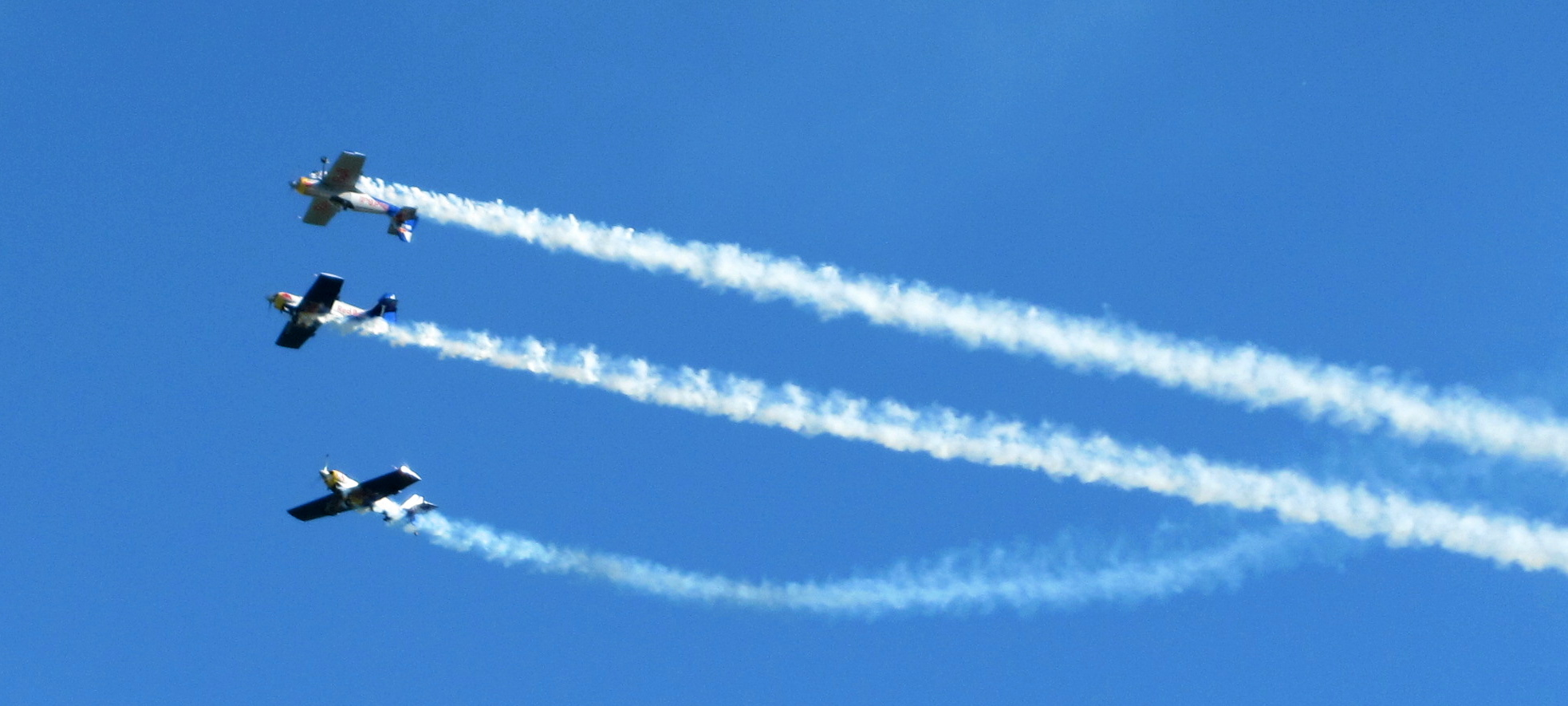
Apache roll v podání Flying Bulls. Radka Máchová a Miroslav Krejčí v zrcadlovém letu, Jiří Saller provádí výkruty okolo nich. Jaroměř 2014
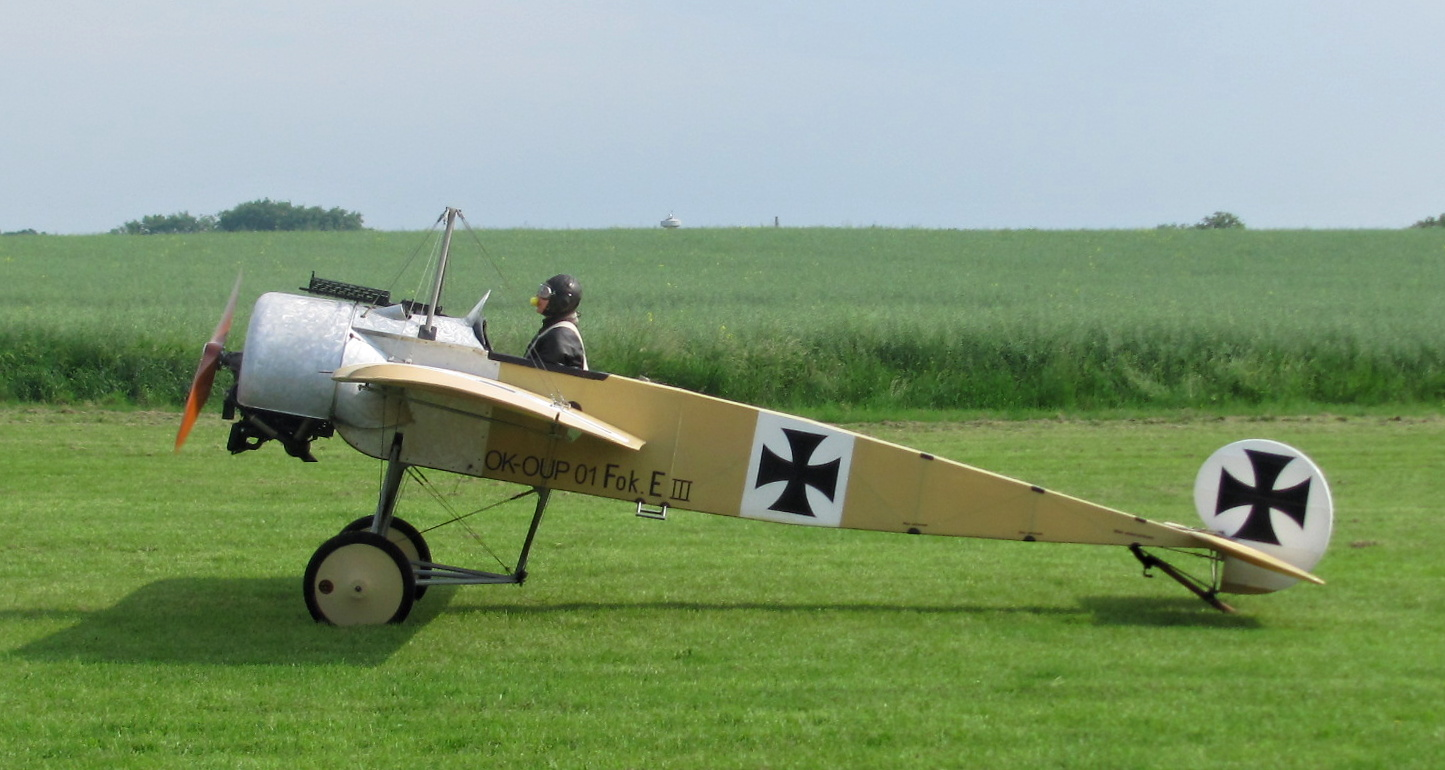
Fokker E.III na letišti v Jaroměři, v kokpitu Radka Máchová, červen 2016